# 吉奧爾基八世
吉奧爾基八世（1417年—1476年）是一位喬治亞國王，1446年至1465年在位。1465年後為卡赫蒂王國國王。

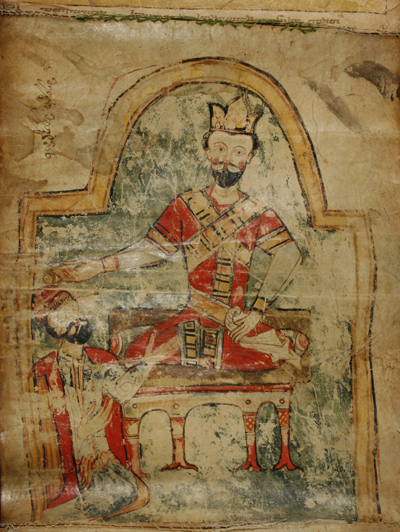
吉奧爾基八世

吉奧爾基八世是亞歷山大一世之子，在兄弟瓦赫坦四世去世後繼承王位。此時的喬治亞面臨鄂圖曼帝國龐大的軍事威脅，1453年君士坦丁堡的陷落以及1461年特拉比松帝國滅亡使喬治亞更加孤立無援。

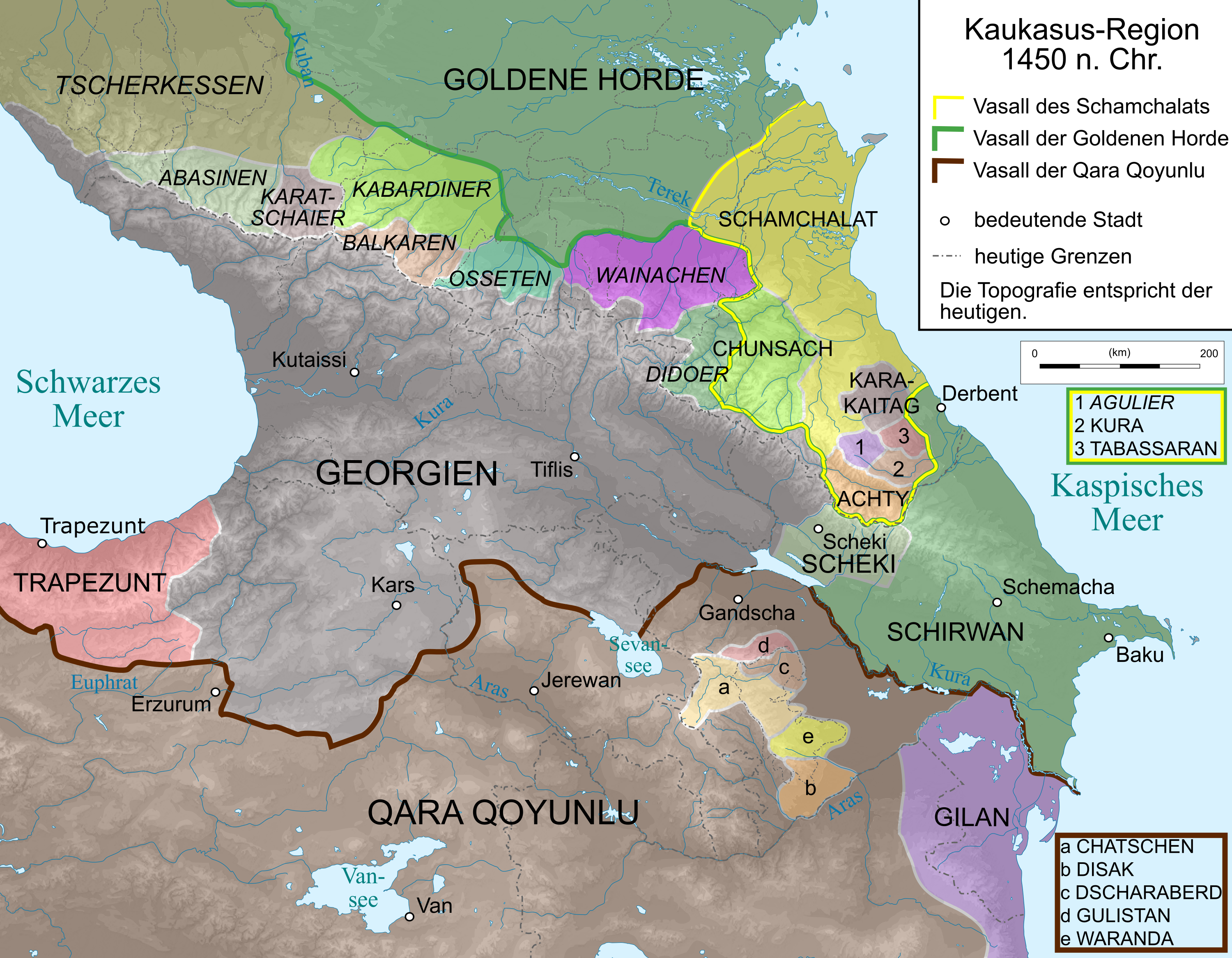
吉奧爾基八世在位時的喬治亞

在國內，喬治亞南部薩姆茨赫的庫伐庫伐爾二世·賈奎里起兵叛亂，在1465年俘虜了吉奧爾基八世；伊梅雷蒂的巴格拉特六世趁機奪取喬治亞王位。此後吉奧爾基八世控制的範圍縮小至東部的卡赫蒂。他統治卡赫蒂至1476年去世。